# Сергеев, Гавриил Сергеевич
Гавриил Сергеевич Сергеев (1765—1816) — русский художник и военный топограф. Акварелист, мастер пейзажа.

## Творческая деятельность
Не получил профессионального художественного образования. Он научился рисовать во время выполнения топографических работ, требовавших зарисовок видов местности, на территориях России, Финляндии, Турции. Принято считать что он стал первым русским художником, изображавшим Турцию и Египет.
В 1796г делает зарисовки Баку. В 1798 году выполняет множественные ведуты Гатчинской резиденции Павла I. В 1808—1809гг сделал зарисовки крепости Свартхольм и бухты в районе Ловийсы. В 1811 он сделал зарисовки города Турку, которые оказались последними перед пожаром 1827г, превратившим в пепел три четверти города. Нарисовал группу акварелей с видами Османской империи конца XVIII в.
Говоря о творчестве Сергеева, советский исследователь русской пейзажной живописи А. Федоров-Давыдов отметил, что его работы сильно выигрывали, когда попадали в руки хорошего гравёра.

## Карьера
В 1793—1794 гг состоял в свите посольства М. И. Голенищева-Кутузова в Константинополе.
В 1796—1797 гг входил в состав военной экспедиции графа В. А. Зубова в Персию.
Служил военным топографом при Депо карт, в 1804 году в чине инженер-майора.
В 1806 ему присвоен чин надворного советника, эквивалентный армейскому подполковнику

## Галерея

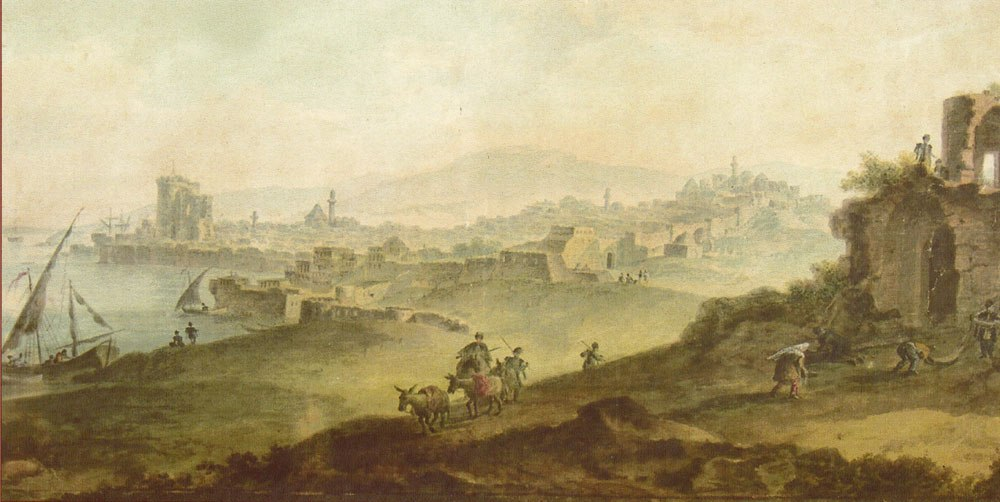
Вид Баку от въезда в город со стороны Шемахи (1796)
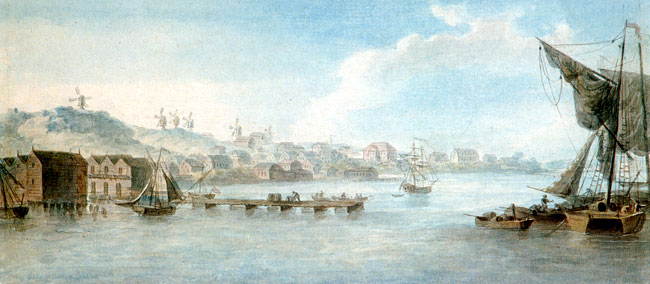
Бухта Ловийсы (1808)
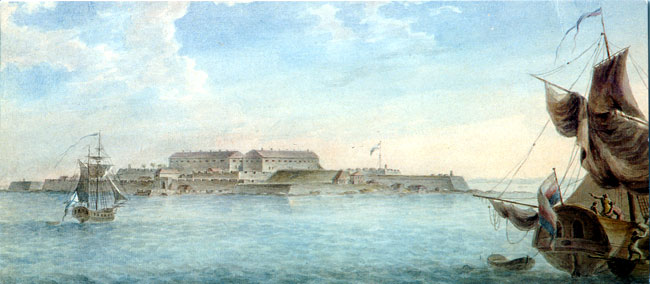
Вид Свартхольма (1809)
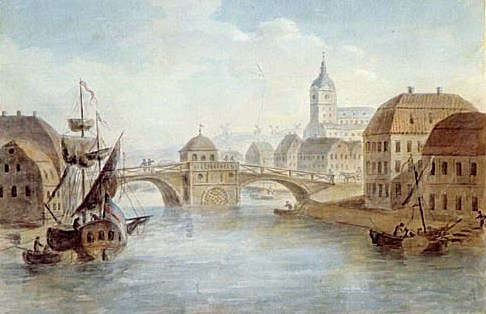
Вид на город Турку (1811)